# Alessandro Pierini
Alessandro Pierini (ur. 22 marca 1973 w Viareggio) – włoski piłkarz występujący na pozycji obrońcy, reprezentant kraju, trener piłkarski.

## Życiorys
Jest wychowankiem Udinese. Seniorską karierę rozpoczynał jednak w sezonie 1990/1991 w US Bozzano, który to klub występował wówczas w Serie D. Następnie powrócił do Udinese. W barwach tego klubu zadebiutował w sezonie 1992/1993 w Serie A, co miało miejsce 6 grudnia w zremisowanym 1:1 spotkaniu z Milanem. Sezon 1995/1996 spędził na wypożyczeniu w Fidelis Andria, po czym wrócił do Udinese. W klubie z Udine występował do 1999 roku, rozgrywając w jego barwach łącznie 123 ligowe spotkania w Serie A i Serie B. W 1999 roku został zawodnikiem Fiorentiny. W 2001 roku zdobył Puchar Włoch oraz rozegrał jedyny mecz w reprezentacji Włoch (28 lutego w przegranym 1:2 towarzyskim spotkaniu z Argentyną). Latem 2001 roku odrzucił ofertę transferu do West Ham United z powodów osobistych. Po bankructwie Fiorentiny, sezon 2002/2003 spędził na grze w Regginie i Parmie, po czym powrócił do Udinese. W 2004 roku przeszedł do Racingu Santander, gdzie rozegrał pięć spotkań w Primera División. Na początku 2005 roku został pozyskany na zasadzie wolnego transferu przez Córdobę. W 2009 roku zakończył karierę zawodniczą.
W 2009 roku objął stanowisko asystenta Lucasa Alcaraza w Córdobie, a w 2011 roku objął drużynę rezerw. W latach 2012–2013 trenował piłkarzy Rondy, po czym wrócił do Włoch, gdzie był trenerem w Camaiore, Viareggio i Fezzanese. W latach 2017–2018 był asystentem Alessandro Caloriego w Trapani Calcio, po czym szkolił juniorów Spezii.
Jest ojcem Nicholasa, młodzieżowego reprezentanta Włoch.

## Statystyki ligowe
| Sezon         | Klub              | Liga               | Mecze | Gole |
| ------------- | ----------------- | ------------------ | ----- | ---- |
| 1990/1991     | US Bozzano        | Serie D            | 2     | 0    |
| 1991/1992     | Udinese Calcio    | Serie B            | 0     | 0    |
| 1992/1993     | Udinese Calcio    | Serie A            | 11    | 0    |
| 1993/1994     | Udinese Calcio    | Serie A            | 3     | 0    |
| 1994/1995     | Udinese Calcio    | Serie B            | 22    | 0    |
| 1995/1996     | AS Fidelis Andria | Serie B            | 28    | 0    |
| 1996/1997     | Udinese Calcio    | Serie A            | 23    | 2    |
| 1997/1998     | Udinese Calcio    | Serie A            | 32    | 1    |
| 1998/1999     | Udinese Calcio    | Serie A            | 32    | 3    |
| 1999/2000     | AC Fiorentina     | Serie A            | 28    | 1    |
| 2000/2001     | AC Fiorentina     | Serie A            | 27    | 1    |
| 2001/2002     | AC Fiorentina     | Serie A            | 15    | 0    |
| 2002/2003 (j) | Reggina Calcio    | Serie A            | 14    | 1    |
| 2002/2003 (w) | AC Parma          | Serie A            | 3     | 0    |
| 2003/2004     | Udinese Calcio    | Serie A            | 18    | 0    |
| 2004/2005 (j) | Racing Santander  | Primera División   | 5     | 0    |
| 2004/2005 (w) | Córdoba CF        | Segunda División   | 16    | 1    |
| 2005/2006     | Córdoba CF        | Segunda División B | 24    | 4    |
| 2006/2007     | Córdoba CF        | Segunda División B | 34    | 1    |
| 2007/2008     | Córdoba CF        | Segunda División   | 37    | 3    |
| 2008/2009     | Córdoba CF        | Segunda División   | 39    | 6    |